# Farès Chaïbi
Farès Chaïbi, né le 28 novembre 2002 à Bron en France, est footballeur international algérien qui évolue au poste de milieu offensif à l'Eintracht Francfort.

## Biographie

### Carrière en club

#### Toulouse FC
Né à Bron, dans la métropole de Lyon, en France, Farès Chaïbi commence le football au Sporting Club Bron Terraillon (SCBT) poursuit son évolution au sein du l’autre club de Brondillant, l’AS Bron. Par la suite il s’inscrit au FC Lyon avant de rejoindre le centre de formation du Toulouse FC en 2019. Le 23 février 2022, le joueur de 19 ans signe son premier contrat professionnel avec les Violets,.
Chaïbi joue son premier match en professionnel le 7 août 2022, à l'occasion de la première journée de la saison 2022-2023 de Ligue 1 face à l'OGC Nice. Il est titularisé ce jour-là et les deux équipes se neutralisent (1-1 score final). Le jeune milieu de terrain inscrit son premier but en professionnel le 17 septembre 2022, lors d'une rencontre de Ligue 1 contre le LOSC Lille. Auteur du but égalisateur de son équipe après la pause, il ne permet toutefois pas à son équipe d'obtenir un résultat (défaite 2-1 de Toulouse),,. Se montrant décisif à plusieurs reprises lors de ses débuts, il est alors l'une des révélations de la saison du côté du TFC.

#### Eintracht Francfort
Le 30 août 2023, Farès Chaïbi s'engage en faveur de l'Eintracht Francfort en paraphant un contrat de cinq ans, soit jusqu'en juin 2028,. L'indemnité du transfert est estimée à dix-sept millions d'euros.

### En sélection
Approché par la fédération algérienne, Farès Chaïbi est convoqué en septembre 2022 avec les moins de 23 ans alors qu'il impressionne avec son club du Toulouse FC,. Le joueur décline finalement la convocation en accord avec son club, considérant que ce n'était pas le bon timing. Le 14 mars 2023, Farès Chaïbi fait officiellement le choix de représenter la sélection algérienne. Quelques jours plus tard il est convoqué pour la première fois avec l'équipe nationale d'Algérie par le sélectionneur Djamel Belmadi. Le 23 mars 2023, il honore sa première sélection avec l'Algérie contre le Niger. Il entre en jeu et son équipe s'impose ce jour-là (2-1). Le 29 décembre 2023, il est retenu dans la liste des vingt-sept joueurs algériens sélectionnés par Djamel Belmadi pour disputer la Coupe d'Afrique des nations 2023.

## Vie privée
Ses parents sont tous les deux originaires d’Algérie, son père étant de Sétif et sa mère de Tlemcen. Son grand frère Ilyes Chaïbi est également footballeur professionnel au FC Bulle en Suisse,.

## Statistiques

### En club
| Saison                | Club                  | Championnat           | Championnat | Championnat | Championnat | Coupe(s) nationale(s) | Coupe(s) nationale(s) | Coupe(s) nationale(s) | Compétition(s) continentale(s) | Compétition(s) continentale(s) | Compétition(s) continentale(s) | Compétition(s) continentale(s) | Total | Total | Total |
| Saison                | Club                  | Division              | M.          | B.          | P.d.        | M.                    | B.                    | P.d.                  | Comp.                          | M.                             | B.                             | P.d.                           | M.    | B.    | P.d.  |
| 2020-2021             | Toulouse FC rés.      | National 3            | 3           | 3           | 0           | -                     | -                     | -                     | -                              | -                              | -                              | -                              | 3     | 3     | 0     |
| 2021-2022             | Toulouse FC rés.      | National 3            | 17          | 1           | 3           | -                     | -                     | -                     | -                              | -                              | -                              | -                              | 17    | 1     | 3     |
| Sous-total            | Sous-total            | Sous-total            | 20          | 4           | 3           | -                     | -                     | -                     | -                              | -                              | -                              | -                              | 20    | 4     | 3     |
| 2021-2022             | Toulouse FC           | Ligue 1               | 0           | 0           | 0           | -                     | -                     | -                     | -                              | -                              | -                              | -                              | 0     | 0     | 0     |
| 2022-2023             | Toulouse FC           | Ligue 1               | 36          | 5           | 6           | 5                     | 3                     | 1                     | -                              | -                              | -                              | -                              | 41    | 8     | 7     |
| 2023-2024             | Toulouse FC           | Ligue 1               | 2           | 0           | 1           | -                     | -                     | -                     | C3                             | -                              | -                              | -                              | 2     | 0     | 1     |
| Sous-total            | Sous-total            | Sous-total            | 38          | 5           | 7           | 5                     | 3                     | 1                     | -                              | -                              | -                              | -                              | 43    | 8     | 8     |
| 2023-2024             | Eintracht Francfort   | Bundesliga            | 28          | 2           | 4           | 2                     | 0                     | 0                     | C4                             | 7                              | 2                              | 6                              | 37    | 4     | 10    |
| 2024-2025             | Eintracht Francfort   | Bundesliga            | 26          | 1           | 3           | 2                     | 1                     | 0                     | C3                             | 10                             | 0                              | 0                              | 38    | 2     | 3     |
| 2025-2026             | Eintracht Francfort   | Bundesliga            | -           | -           | -           | 1                     | 0                     | 0                     | -                              | -                              | -                              | -                              | 1     | 0     | 0     |
| Sous-total            | Sous-total            | Sous-total            | 54          | 3           | 7           | 5                     | 1                     | 0                     | -                              | 17                             | 2                              | 6                              | 76    | 6     | 13    |
| Total sur la carrière | Total sur la carrière | Total sur la carrière | 112         | 12          | 17          | 10                    | 4                     | 1                     | -                              | 17                             | 2                              | 6                              | 139   | 18    | 24    |

### En sélection nationale
| Saison                | Sélection             | Phases finales        | Phases finales | Phases finales | Phases finales | Éliminatoires CDM | Éliminatoires CDM | Éliminatoires CDM | Éliminatoires CAN | Éliminatoires CAN | Éliminatoires CAN | Matchs amicaux | Matchs amicaux | Matchs amicaux | Total | Total | Total |
| Saison                | Sélection             | Compétition           | M              | B              | Pd             | M                 | B                 | Pd                | M                 | B                 | Pd                | M              | B              | Pd             | M     | B     | Pd    |
| --------------------- | --------------------- | --------------------- | -------------- | -------------- | -------------- | ----------------- | ----------------- | ----------------- | ----------------- | ----------------- | ----------------- | -------------- | -------------- | -------------- | ----- | ----- | ----- |
| 2022-2023             | Algérie               | -                     | -              | -              | -              | -                 | -                 | -                 | 2                 | 0                 | 0                 | 1              | 0              | 0              | 3     | 0     | 0     |
| 2023-2024             | Algérie               | CAN 2023              | 2              | 0              | 0              | 2                 | 1                 | 0                 | 1                 | 0                 | 0                 | 6              | 1              | 1              | 11    | 2     | 1     |
| 2024-2025             | Algérie               | -                     | -              | -              | -              | 2                 | 0                 | 0                 | 1                 | 0                 | 0                 | 2              | 0              | 0              | 5     | 0     | 0     |
| Total sur la carrière | Total sur la carrière | Total sur la carrière | 2              | 0              | 0              | 4                 | 1                 | 0                 | 4                 | 0                 | 0                 | 9              | 1              | 1              | 19    | 2     | 1     |

### Matchs internationaux
Le tableau suivant liste les rencontres de l'équipe d'Algérie dans lesquelles Farès Chaïbi a été sélectionné depuis le 23 mars 2023 jusqu'à présent.

## Palmarès
| Toulouse FC (1)                            |
| ------------------------------------------ |
| - Coupe de France (1) : - Vainqueur : 2023 |

### Distinctions individuelles
- Pépite du mois de Ligue 1 en octobre 2022[19].
- Élu pépite de la saison en Ligue 1 lors de la saison 2022-2023[20].
- Meilleur passeur décisif de UEFA conférence league lors de la saison 2023-2024[21].